# Walter Lantz Productions
Walter Lantz Productions, LLC (também conhecido como Walter Lantz Studios, Inc.) foi um estúdio de animação norte-americano, que funcionou de 1928 a 1973 e que foi o principal fornecedor de desenhos animados para a Universal Studios, agora parte da NBC Universal.

## História

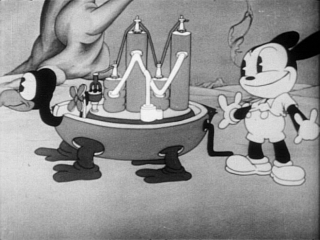
O Coelho Oswaldo em Making Good (1932).

O estúdio foi fundado originalmente com o nome Universal Studio Cartoons, na iniciativa de Carl Laemmle, o então chefe da Universal Pictures, que estava cansado da contínua política da companhia em relação à contratação de estúdios de animação externos. Walter Lantz, que já havia sido motorista particular de Laemmle e um veterano no John R. Bray Studios, com uma experiência notável em todos os elementos da produção de desenhos animados, foi selecionado para administrar o departamento. O primeiro curta-metragem produzido pelo estúdio foi Race Riot, (um desenho do Coelho Osvaldo), que estreou nos cinemas dos Estados Unidos em 2 de setembro de 1929.
Em 16 de novembro de 1935, o estúdio ficou independente da Universal, e tornou-se o Walter Lantz Productions sob controle direto de Walter Lantz, e em 1940, Lantz conseguiu ganhar os direitos autorais dos seus personagens. Em 1939, o personagem Andy Panda fez sua primeira aparição no desenho Life Begins for Andy Panda, e o Pica-Pau, o mais famoso personagem criado por Lantz, fez sua primeira aparição em 1940, no desenho Knock Knock. Os curta-metragens de Lantz foram distribuídos pela Universal até 1947, mudando para a United Artists de 1948 a 1949. Devido a dificuldades financeiras, Lantz teve que fechar seu estúdio temporariamente de 1949 a 1950, e ao reabri-lo em 1951, os desenhos voltaram a ser distribuídos pela Universal. Outro personagem marcante foi o Picolino, cuja primeira aparição foi no desenho Chilly Willy de 1953.
Ao longo dos anos, o estúdio manteve uma reputação de uma casa de animação de qualidade média. Os desenhos animados de Lantz (chamados nos Estados Unidos de "Cartunes") eram considerados superiores aos do Famous Studios e Terrytoons, mas nunca ganharam a aclamação artística da Disney, Warner Bros., MGM ou UPA. Entretanto, o estúdio beneficiou-se ganhando profissionais talentosos de outros estúdios, que estavam cansados do gerenciamento de lá e normalmente viam o estúdio de Lantz como um ambiente de trabalho mais agradável. Tex Avery foi apenas um dos muitos talentos que passaram pelo estúdio de Walter Lantz.
Com exceção de DePatie-Freleng Enterprises, Walter Lantz Productions foi o estúdio mais duradouro no ramo da produção de curta-metragens de animação para o cinema, até 1972, quando Lantz fechou definitivamente seu estúdio. O último curta-metragem produzido foi Bye, Bye, Blackboard (um desenho do Pica-Pau), de 1972. Desde então, seus personagens continuaram a ser utilizados em séries de animação na televisão, em merchandising licenciada e como mascotes nos parques temáticos da Universal Studios.
Em 2006 a Disney recuperou os direitos do Coelho Oswaldo e dos 26 curtas metragens produzidos por Walt Disney.